# 흔체슈티구
흔체슈티구(루마니아어: Hînceşti)는 몰도바 중부에 위치한 구로 행정 중심지는 흔체슈티이며 면적은 1,484km2, 인구는 122,000명(2011년 기준)이다. 서쪽으로는 프루트강을 경계로 루마니아와 국경을 접하며 북서쪽으로는 니스포레니 구, 북동쪽으로는 스트러셰니 구, 동쪽으로는 이알로베니 구, 남쪽으로는 치미슐리아 구, 레오바 구와 접한다.